# Gianstefano Ferrero
Gianstefano Ferrero (ur. 5 maja 1474 w Bielli, zm. 5 października 1510 w Rzymie) – sabaudzki kardynał.

## Życiorys
Urodził się 5 maja 1474 roku w Bielli, jako syn Sebastiana Ferrary i Tomeny Avogadry (jego bratem był Bonifacio Ferrero). Studiował prawo kanoniczne w Padwie, a następnie został protonotariuszem apostolskim i audytorem Roty Rzymskiej. 24 kwietnia 1493 roku został biskupem koadiutorem Vercelli. Diecezję objął 16 lipca 1499 roku, a 5 stycznia następnego roku przyjął sakrę. W 1502 roku zrezygnował z dotychczasowej diecezji i został przeniesiony na urząd biskupa Bolonii. 28 września tego samego roku został kreowany kardynałem in pectore. Jego nominacja na kardynała prezbitera odbyła się 28 czerwca 1502 roku i nadano mu kościół tytularny San Vitale. W latach 1503–1509 ponownie był biskupem Vercelli, a w okresie 1506–1507 był kamerlingiem Kolegium Kardynałów. W 1509 roku został administratorem apostolskim Ivrei. Zmarł 5 października następnego roku w Rzymie.